# Herman Posthumus

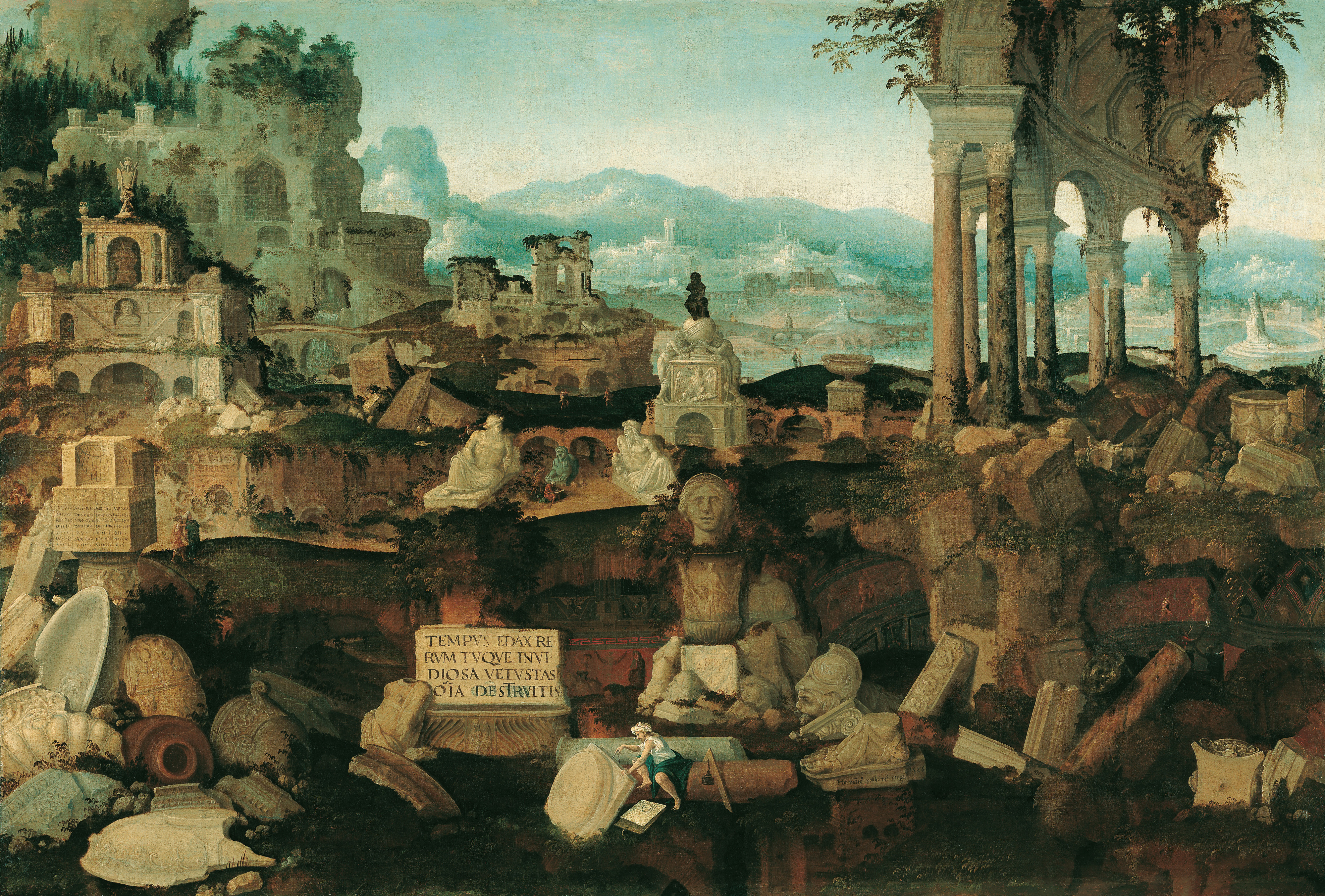
Paisaje con ruinas romanas (Tempus edax rerum), 1536. Museo Liechtenstein.

Herman Posthumus (Frisia, hacia 1512-1513-Ámsterdam, entre 1566 y 1586) fue un pintor renacentista holandés, muy influido por los pintores italianos de su momento (especialmente por Giulio Romano).
Se sabe muy poco de la vida de este artista. Se especula que pudo formarse en Utrecht en el taller del pintor Jan van Scorel. Formó parte de la Jornada de Túnez de 1535, organizada por el emperador Carlos V para arrebatar Túnez del poder del almirante otomano Jeireddín Barbarroja (a esta expedición también fue el pintor flamenco Jan Cornelisz Vermeyen). En 1536 debía de encontrarse en Roma, ya que en esa fecha está datada su pintura Paisaje con ruinas romanas (Tempus edax rerum) (Museo Liechtenstein), donde reproduce varios edificios de la capital italiana. La exactitud de los detalles hace pensar que los conocía de primera mano y que tomó apuntes del natural. Algunos estudiosos suponen que Posthumus pudo ser también el artista que pintó el arco triunfal de la puerta de San Sebastián bajo el que pasó Carlos V en su entrada triunfal en Roma en 1536. Hacia 1538 abandonó Roma y es posible que pasara un tiempo en Mantua antes de regresar a los Países Bajos.
Entre 1540 y 1542 está documentada su actividad como pintor en Landshut, donde fue contratado por el duque de Baviera Guillermo IV para pintar un gran panel para el altar de la capilla de su palacio y decorar varias salas de la residencia ducal, para las que tomó como modelo las pinturas de Giulio Romano en el Palacio del Té de Mantua. La mujer de Herman Posthumus, Petronella, murió en Landshut en 1540, al poco de dar a luz a su hijo Hércules, quien también falleció. Ella tenía 30 años y madre e hijo están enterrados en Landshut. A Posthumus se le documenta en Ámsterdam en 1549, en 1553 y, por última vez, en 1566.